# José Ferrer (pintor)

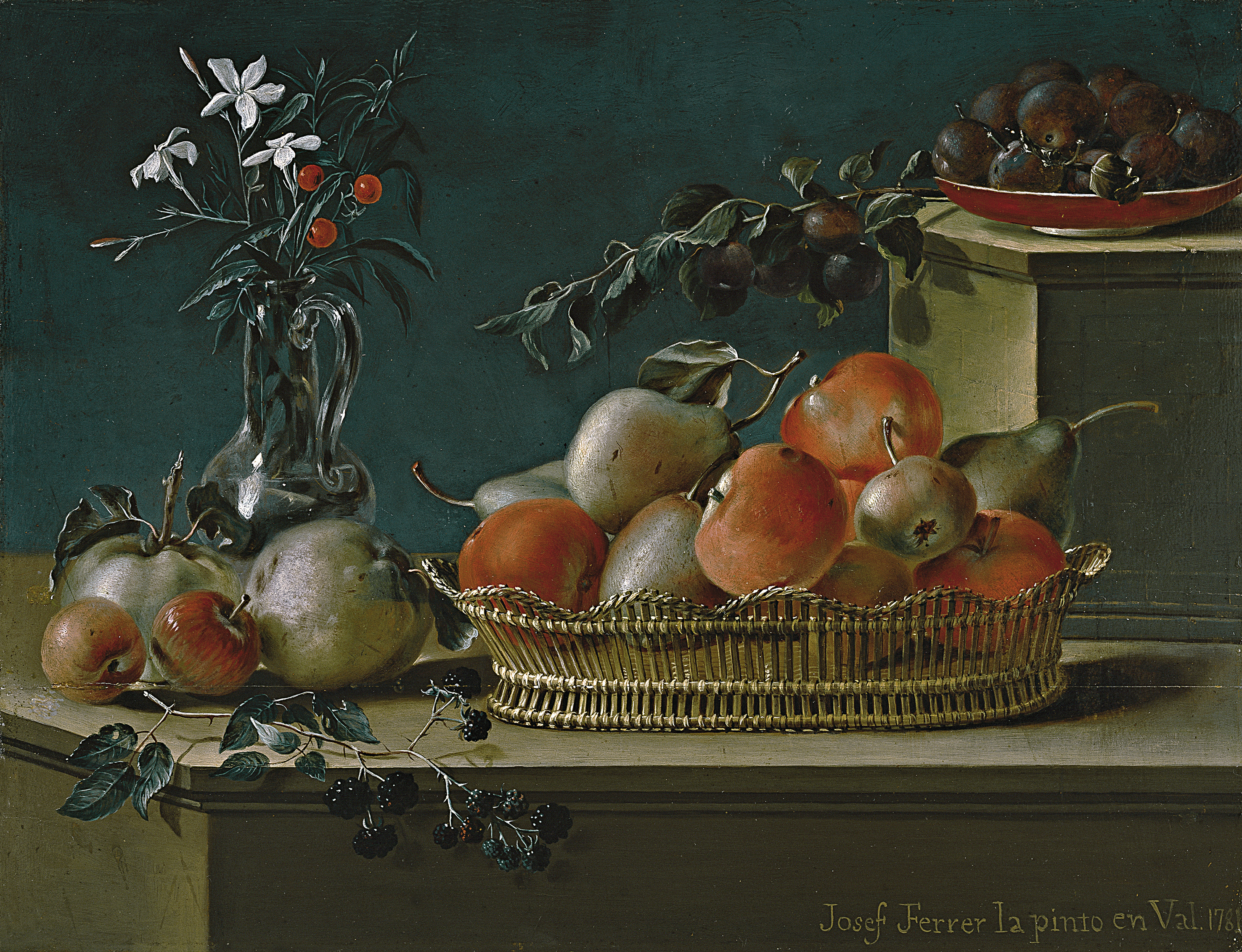
Bodegón de frutas y florero de cristal, 1781, óleo sobre tabla, 39 x 51 cm, Madrid, Museo del Prado.

José Ferrer (Alcora, 1746- 1815) fue un  pintor español especializado en la pintura de flores y bodegones.

## Biografía y obra
Nacido en Alcora el 23 de diciembre de 1746, es probable que iniciase su formación al lado de su padre, Vicente Ferrer, pintor de cerámica en la fábrica del conde de Aranda y que asistiese a la escuela de aprendices de la Real Fábrica de Alcora, para recibir formación académica complementaria de la puramente artesanal y ornamental. En 1767 se matriculó en la Sala del Natural de la Real Academia de Bellas Artes de San Carlos de Valencia. En relación con la Academia se inició en la pintura de historia, como se desprende de su participación en el Concurso General de 1776, que ganó con un dibujo de El rey don Jaime recibiendo a los embajadores del Gran Khan, conservado en el Museo de Bellas Artes de Valencia. 
Sin embargo, fracasado el intento de ser admitido académico de mérito de la Academia de San Carlos, logrará reconocimiento como pintor de flores del natural. Ya en 1775 el Colegio de fabricantes de tejidos de seda le encargó la creación y dirección  de una escuela para el estudio del dibujo de flores «propio de dicha fábrica», que al parecer no llegó a ponerse en marcha. En torno a 1780 la Junta de Comercio de Barcelona le encargó una serie de pinturas de composiciones florales, conservadas en la Acadèmia de Sant Jordi, para servir de modelo a los estudiantes. En 1781 abrió su propia manufactura de cerámica en Ribesalbes, que mantuvo abierta al menos hasta 1806. Paralelamente, desde 1799 sería además intendente de la Real Fábrica de Alcora y director de la pintura. Finalmente, en 1795 obtuvo el nombramiento de académico de mérito de San Carlos con un cuadro cuyo tema, proporcionado por la Academia, era La expulsión de los mercaderes del templo.
Sus floreros y bodegones, aunque arraigados en la tradición seiscentista por la disposición ordenada de sus composiciones y su técnica precisa y objetiva, se distinguen por sus fondos azulados y un acabado pulido y nacarado del color que recuerda la textura de la porcelana, como se advierte destacadamente en algunas de las citadas composiciones florales barcelonesas o en los dos pequeños bodegones del Museo del Prado, fechados en 1781.